# Gustav von Stiehle
Friedrich Wilhelm Gustav von Stiehle, född den 14 augusti 1823 i Erfurt, död den 15 november 1899 i Berlin, var en preussisk militär.
von Stiehle bevistade som generalstabsofficer 1864 års danska fälttåg, kallades samma år till kungens flygeladjutant och ledde som generalstabsofficer i stora högkvarteret de militära förhandlingar, som föregick freden i Prag. 
Vid fransk-tyska krigets utbrott 1870 utnämnd till generalmajor och chef för andra arméns generalstab, avslöt von Stiehle kapitulationen i Metz samt utmärkte sig vid Orléans och Le Mans. 
Han befordrades 1871 till direktor för allmänna krigsdepartementet, 1873 till inspektör för jägare och skyttar, 1875 till generallöjtnant och chef för 7:e infanteridivisionen samt 1881 till chef för 5:e armékåren. 
År 1884 utnämndes han till general av infanteriet. Åren 1886-88 var han chef för ingenjör- och pionjärkåren samt generalinspektör över fästningarna. Sistnämnda år tog han avsked.